# Ваддай
Ваддай (фр. Ouaddaï, араб. وداي‎) — регион в Республике Чад. Административный центр — город Абеше. Площадь — 30 000 км², население — 731 679 человек (2009 год).

## География
Регион находится в восточной части Чада. На севере граничит с регионом Вади-Фера, на западе с регионом Батха, на юге с регионом Сила. Восточная граница является также границей между Чадом и суданской провинцией Дарфур.
В природно-климатическом отношении регион Вадаи расположен в зоне Сахель.

## Население
Крупнейшими этнографическими группами в регионе являются народы маба, загава и арабы Чада. Преобладающая религия — ислам. После начала вооружённого конфликта в 2003 году в соседней суданской провинции Дарфур в чадский Вадаи бежали и осели в лагерях беженцев несколько сотен тысяч суданских загава, фор и масалит.

## Административное деление
В административном отношении регион Вадаи делится на 3 департамента — Абди (состоит из 3 супрефектур: Абди, Абкар-Джомбо и Биере), Ассунга (6 супрефектур: Адре, Борота, Хаджер-Хадид, Маброне, Молу и Троан) и Уара (7 супрефектур: Абеше, Абугудам, Амлейуна, Буртаиль, Шокоян, Гери и Марфа).

## Населённые пункты
- Домболи-Джадо
- Сормон
- Форшана
- Чигшика